# Pterolophia granulosa
Pterolophia granulosa là một loài bọ cánh cứng trong họ Cerambycidae.